# Chequers
Chequers (o Chequers Court) è una casa di campagna inglese a Ellesborough, ai piedi delle Chilterns, nella contea del Buckinghamshire; viene impiegata come residenza di campagna del Primo Ministro del Regno Unito.

## Storia
La residenza risale al XVI secolo ed è stata proprietà di diverse famiglie aristocratiche. Nel 1912 fu acquistata dal futuro visconte Arthur Lee (all'epoca membro del Parlamento britannico nella Camera bassa, divenuto barone nel 1918 e visconte nel 1922). Durante la Prima guerra mondiale ospitò un ospedale militare e in seguito una casa di convalescenza per ufficiali. Per permettere al premier britannico di avere sempre una casa di campagna adeguata (prima i premiers avevano in genere una propria grande residenza) i coniugi Lee diedero la proprietà come sede "in perpetuo" del Primo Ministro (all'epoca David Lloyd George), fu così donata allo Stato secondo il Chequers Estate Act 1917, legge importante perché è la prima legge britannica in assoluto a menzionare la figura del Primo Ministro (il ruolo e i suoi compiti verranno poi istituzionalizzati solo con il Ministers of the Crown Act 1937).
Da Chequers prende il nome il Piano di Chequers, il documento che mirava a porre le basi per i futuri rapporti tra Regno Unito ed Unione europea in seguito alla Brexit.

## Altre residenze
- Dorneywood (Buckinghamshire): il Primo Ministro decide quale Ministro o Segretario di Stato potrà usare questa residenza di campagna. Nelle precedenti amministrazioni è stata nella disponibilità del Cancelliere dello Scacchiere. Donata al governo per tale scopo nel 1947 da Lord Courtauld-Thomson.
- Chevening (Kent): il Primo Ministro decide chi potrà usare questa residenza di campagna. Questa persona può essere il Primo Ministro stesso, un ministro membro del Gabinetto, un discendente diretto di re Giorgio VI del Regno Unito oppure, nell'improbabile caso che non venga affidata a nessuno di questi, l'Alto Commissario canadese o l'Ambasciatore americano. Di solito è affidata al Segretario di Stato per gli affari esteri e del Commonwealth. Donata nel 1959 da James Stanhope, settimo Conte Stanhope e tredicesimo Conte di Chesterfield (ultimo della sua famiglia).